# Наука в России

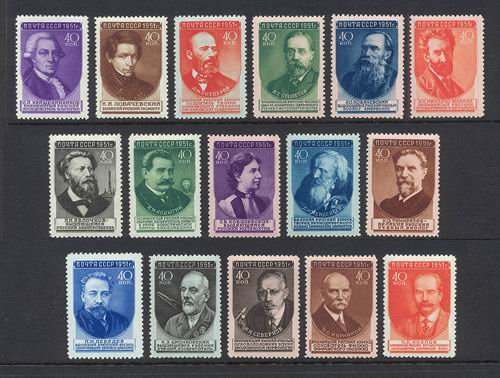
Почтовая марка СССР, 1951 год: выдающиеся русские учёные

Наука в России — научные направления, развиваемые учёными в России.
Современная наука начала активно развиваться с XVIII века, с тех пор многие учёные из России совершили ряд важнейших открытий и внесли значительный вклад в мировую науку .
Россия занимает 22 место в рейтинге Nature Index (2024 г.) и 59 место в рейтинге Глобального инновационного индекса (2024 г.) . По данным Исследовательской службы Конгресса США, в 2020 году Россия потратила на НИОКР 48 млрд. долл. США (ППС), что позволило ей занять восьмое место среди стран мира по этому показателю.

## История

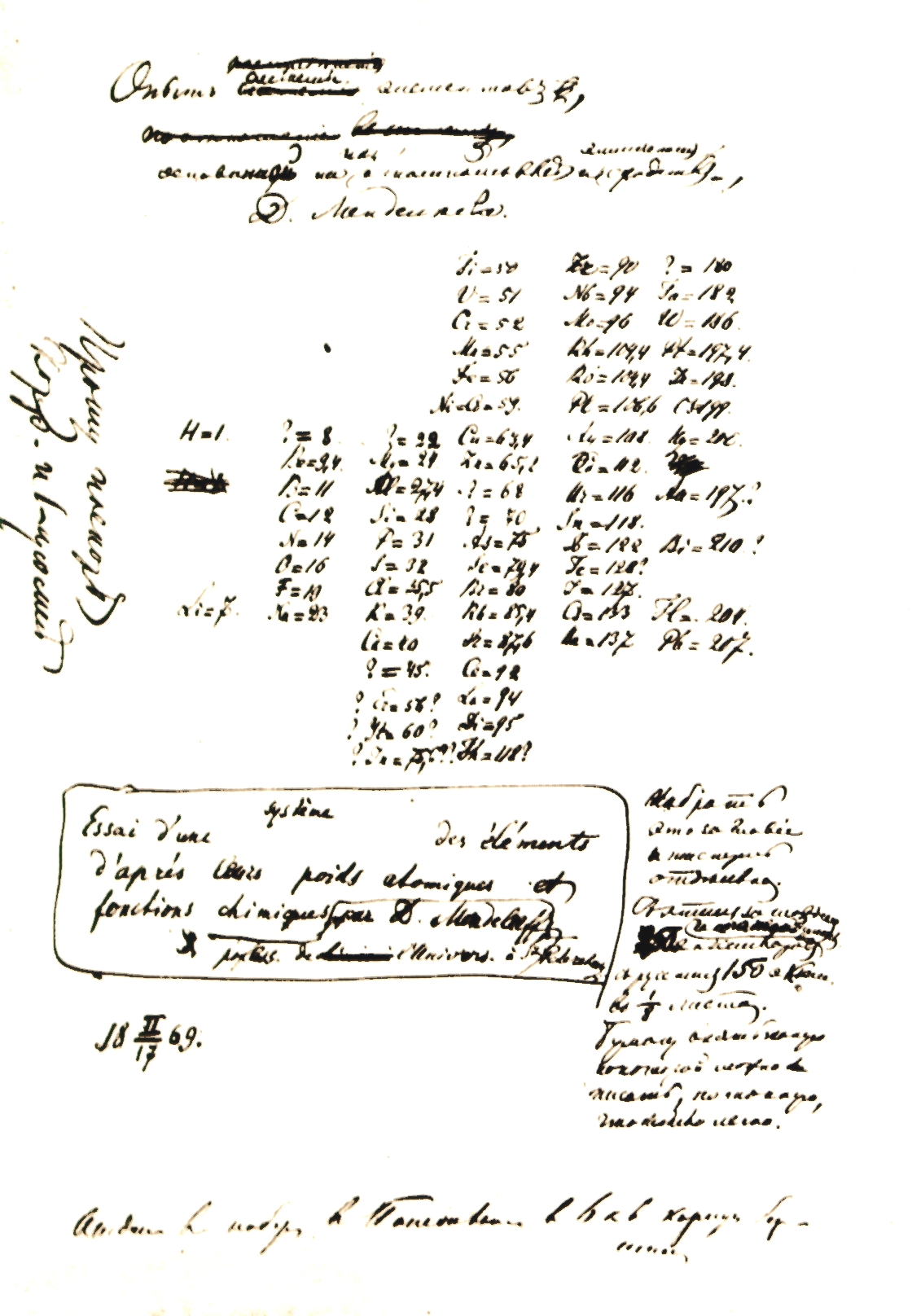
Д. И. Менделеев. Первый рукописный вариант периодического закона. 18 февраля 1869 года

В области теоретической науки допетровская Россия отставала от Европы. Это связано со слабыми культурными связями между Россией и другими европейскими государствами, недостаточным влиянием Византии, ограниченным распространением переводных научных трудов, культурными и социальными особенностями. 
Первая древнерусская математическая работа создана новгородским монахом Кириком в 1136 году. 
Позднее переводились и распространялись книги по космографии, логике, арифметике. 
В XVII веке в России появляются первые университеты и частные школы: школа боярина Ф. М. Ртищева (1648), школа Симеона Полоцкого (1665), Славяно-греко-латинская академия (1687). В отличие от науки, в области техники значительного отставания от Европы не было.
Наука, как социальный институт, возникла в России при Петре I. В 1724 году была открыта Петербургская академия наук, куда были приглашены многие известные учёные Европы. Среди них были историк Герхард Миллер и знаменитый математик Леонард Эйлер, который не только писал учебники на русском языке, но и стал в Петербурге автором множества научных трудов. 
В Сибирь и к берегам Северной Америки Петром I было отправлено несколько экспедиций, в том числе Витуса Беринга и Василия Татищева, первого русского историографа. 
Большой вклад в развитие русской науки сделал академик Михаил Ломоносов, авторству которого принадлежит закон сохранения массы. 
В 1755 году был основан Московский университет. Впоследствии университеты возникли в Дерпте (1802), Вильно (1803), Казани и Харькове (1804), Санкт-Петербурге (1819).
К концу XIX века состав университетов пополнился Варшавским, Киевским, Одесским и Томским. В России появились школы выдающихся математиков: Н. И. Лобачевского, П. Л. Чебышёва — А. А. Маркова, М. В. Остроградского, физиков: А. Г. Столетова и А. С. Попова, химиков: А. М. Бутлерова — В. В. Марковникова, Н. Н. Зинина, Ф. Ф. Бейльштейна, врачей: С. П. Боткина и Н. И. Пирогова, историков: Н. М. Карамзина, С. М. Соловьёва, В. О. Ключевского, физиологов: И. М. Сеченова, И. И. Мечникова, биологов: К. А. Тимирязева. Д. И. Менделеев открыл в 1869 году один из фундаментальных законов природы — периодический закон химических элементов. А. М. Бутлеров создал теорию химического строения, которая является фундаментом современной органической химии.

### Начало XX века
В 1904 году И. П. Павлов был удостоен Нобелевской премии за работы в области физиологии пищеварения, в 1908 году — И. И. Мечников — за исследования механизмов иммунитета.
Организационная модель науки в России к 1917 году состояла из Петербургской академии наук, университетов, специальных учебных институтов, научных обществ, немногочисленных лабораторий ведомств и предприятий, ведомственных и межведомственных учёных комитетов и комиссий.
Академия наук являлась высшим научным учреждением страны и состояла из 5 лабораторий, 7 музеев, 1 института (Русский археологический институт в Константинополе), Пулковской астрономической обсерватории с 2 отделениями, Главной физической обсерватории и 21 комиссии.
В 1916 году в России имелось 10 университетов, 17 технических, 10 сельскохозяйственных и лесных, 6 медицинских, 4 ветеринарных, 6 коммерческих, а всего 100 высших учебных заведений (см. Образование в Российской империи).
Научные общества, которые до начала XX века были в основном университетского типа, функционировали, как правило, при университетах, объединяя учёных, студентов и любителей-профессионалов (Московское общество испытателей природы, Вольное экономическое общество, Русское географическое общество, Русское техническое общество). К 1917 году их число превысило 300.
Научные ячейки при министерствах и ведомствах (Горный учёный комитет, Геологический комитет и т. д.) обслуживали практические нужды этих ведомств.
Заводская наука в дореволюционной России, как и в других крупнейших государствах, находилась на стадии зарождения. На некоторых крупных предприятиях появились хорошо оснащённые оборудованием и научно-инженерным персоналом лаборатории и конструкторские бюро.
Согласно советской историографии дореволюционная наука характеризовалась фрагментарностью развития, отсутствием широкого исследовательского фронта. Сохранялась сильная зависимость научных учреждений России от передовых стран по линии приборов, лабораторного оборудования и химических реактивов. Если в целом научный потенциал дореволюционной России по качественным параметрам (общий уровень развития естественнонаучной и научно-технической мысли, глубина и культура исследований, квалификация научных кадров) не уступал потенциалу западных стран, то по количественным показателям заметно уступал. Технико-экономическая и культурная отсталость страны ставила узкие рамки научно-техническому развитию. Промышленность не предъявляла никаких запросов учёным и не испытывала потребность в них.
По мнению некоторых современных российских историков данное представление некорректно. Есть мнение, что в последние десятилетия перед Октябрьской революцией 1917 года наука в Российской Империи, в частности в прикладных областях находивших непосредственное применение в промышленности, медицине и сельском хозяйстве, не уступала развитым странам (П. Н. Яблочков, А. Н. Лодыгин, В. Г. Шухов, Б. Л. Розинг). Некоторые российские учёные занимали ведущие позиций в биологических науках (И. П. Павлов, С. Н. Виноградский, М. С. Цвет), математике и механике (А. Н. Крылов), некоторых областях химии (В. Н. Ипатьев). Отдельные российские лаборатории и институты по размерам и уровню оснащённости относились к числу наиболее хорошо оборудованных в Европе.

### Советский период
Советский период характеризуется централизованным управлением наукой. Значительная часть учёных работали в АН СССР, Образовательных учреждениях, отраслевых НИИ. Началось развитие науки не только в Москве, Ленинграде, Киеве, но и в Новосибирске, в Свердловске, Хабаровске.
Организационная модель науки в России была сформирована в 1917—1930 годах и была ориентирована на потребности индустриализации. В этот период были сформированы ведомственные сети научных организаций (наркоматов земледелия, здравоохранения и т. д.). В 1931 году были установлены основные типы научных учреждений: центральный НИИ, отраслевой институт при вузе, низовые учреждения (заводские лаборатории, опытные станции), региональные институты. В период с 1931 по 1955 год произошла дифференциация научных организаций по стадиям выполнения исследований и разработок на — научно-исследовательские, конструкторские, проектные и технологические. Основной курс государственной политики состоял в создании необходимых условий для развития практически всех крупных отраслей знаний. Были созданы две практически изолированные друг от друга системы: военная и гражданская. Научный комплекс ВПК включал в себя крупные научно-технические организации и научные системы ряда ведущих вузов страны. В системе гражданской науки были сформированы академический, вузовский, отраслевой и заводской сектора науки.
Организационную структуру академического сектора науки представляли научные организации Академии наук СССР и отраслевых академий. Самое значительное место в академическом секторе занимала «Большая академия» (АН СССР). Созданная в 30-е годы сеть научных центров была преобразована в республиканские академии. В середине 50-х появилось первое региональное отделение Академии наук — Сибирское отделение. В 1987 году были учреждены Дальневосточное и Уральское отделение. В этот период в академическом секторе получили развитие специализированные научные центры, сформированные на основе объединения институтов, выполняющих исследования в рамках одной или нескольких смежных отраслей знания. Развивалась собственная опытно-производственная инфраструктура: научно-технические центры, полигоны, крупные установки, опытные производства, проектные и конструкторские хозрасчётные организации, инженерные центры.
В академическом секторе формировались различные интеграционные структуры. Во многих академических институтах были созданы научно-учебные центры, научно-технические объединения, научно-технические центры. Формами связи научных организаций с производством были: сотрудничество с отраслевыми министерствами и ведомствами, договоры о совершенствовании производства на конкретных предприятиях, выполнение комплексных народно-хозяйственных программ.
В вузовском секторе науки сформировались множество типов организаций, выполняющих научные исследования и разработки: научно-исследовательские институты, кафедры, научные группы, учебно-опытные и экспериментальные хозяйства, проблемные и отраслевые лаборатории, проектные организации, вузовские и факультетские конструкторские и технологические бюро с собственной экспериментальной базой, обсерватории, ботанические сады, территориальные межвузовские комплексы, научно-учебные центры, совместные подразделения с организациями академического и отраслевого секторов науки. Научно-исследовательские институты при вузах были созданы в рамках незначительного числа крупных вузов страны с преобладанием кафедральной формы организации исследований и разработок. В 70-е годы появились межвузовские комплексы, объединявшие научные коллективы различных вузов с целью выполнения комплексных научно-технических задач. Этот период можно считать периодом организационного оформления вузовской науки на институциональном уровне. Создавалась инфраструктура на основе межвузовского кооперирования по совместному использованию экспериментально-производственной базы, вычислительных центров и т. д. В вузовском секторе были сформированы учебно-научно-производственные комплексы. В частности, Ленинградский институт водного хозяйства[уточнить] (сейчас — Санкт-Петербургский государственный морской технический университет) был создан на основе слияния вуза, научно-исследовательского института и опытного производства.
Модель отраслевой науки создавалась с ориентацией преимущественно на прикладные исследования, опытно-конструкторские и технологические разработки. В рамках каждой отрасли народного хозяйства было организовано управление всем циклом проведения исследований и разработок — от фундаментальных и прикладных исследований до их внедрения в серийное промышленное производство. Тем самым отраслевые министерства и ведомства стремились обеспечить научным «сопровождением» весь спектр своей деятельности, жёстко контролируя процесс проведения исследований и разработок подведомственными научными организациями. Ведомственные сети отраслевого сектора формировались по двум направлениям: на основе специализации на выполнение исследований и разработок по продуктовым областям и на основе специализации по созданию продуктов и процессов.
Заводской сектор науки объединял инженерно-технические подразделения промышленных предприятий и производственных объединений. Основная направленность их деятельности состояла в развитии и совершенствовании обслуживаемого ими производства. В тот же сектор включались научно-исследовательские институты и конструкторские бюро, находящиеся на самостоятельном балансе в составе промышленных предприятий и производственных объединений.
Одной из особенностей советской науки являлась её глубокая идеологизация. Наука должна была быть марксистско-ленинской, материалистической. В этом качестве она противостояла науке буржуазной, идеалистической.
Наибольших успехов советская наука достигла в области естественных наук. За работы, выполненные в этот период нобелевские премии получили физики: И. Е. Тамм, И. М. Франк, П. А. Черенков, Л. Д. Ландау, Н. Г. Басов, А. М. Прохоров, П. Л. Капица, Ж. И. Алфёров, А. А. Абрикосов и В. Л. Гинзбург, а также химик Н. Н. Семёнов и математик Л. В. Канторович, получивший в 1975 году премию по экономике. Благодаря деятельности И. В. Курчатова, А. Д. Сахарова, С. П. Королёва и других учёных в СССР было создано ядерное оружие и космонавтика. В то же время развитие биологии сдерживалось начатой в середине 1930-х годов Т. Д. Лысенко кампанией против генетики, существенно пострадал и ряд других научных дисциплин (см. Идеологический контроль в советской науке).
Следует отметить следующие параметры, характеризующие организационную модель отечественной науки советского периода:
- сильный научный комплекс, ориентированный на исследования и разработки оборонного характера в ущерб развитию гражданских отраслей промышленности;
- неразвитость технологий двойного назначения, результаты научных исследований и разработок в оборонной промышленности практически не трансформировались в гражданскую сферу, как в странах Запада;
- ведомственная разобщённость научного сообщества;
- преобладание крупных специализированных научных организаций, особенно в отраслевом, самом масштабном по уровню используемых ресурсов секторе науки;
- проведение исследований по всему фронту работ;
- базовое финансирование научно-исследовательских организаций, слабо коррелированное с народно-хозяйственными потребностями в научно-технической продукции;
- монополия в государственной форме собственности;
- относительная изолированность от мирового научного сообщества;
- планирование тематики научных исследований и результатов в прикладных областях.

Точкой отсчёта процессов трансформации научных учреждений и нарастания кризиса науки следует считать 1987 г., когда было принято постановление ЦК КПСС и Совета Министров СССР «О переводе научных организаций на полный хозяйственный расчёт и самофинансирование», прикладные исследования и разработки признавались товаром, был осуществлён переход к оплате научно-технической продукции по договорным ценам. Однако не происходило обновлений исследований, оборудования и кадрового потенциала. Напротив, углублялся процесс «консервации отсталости» технологического базиса отраслей народного хозяйства.

### Постсоветский период

Затраты на исследования и разработки в России в 2000—2007 годах, в млрд $

В 1991—2006 годах до ⅔ научно-исследовательского потенциала в России было разрушено. В начале и середине 1990-х годов на всю науку России государством выделялось ежегодно всего 200—250 миллионов долларов США.
За 1992—2018 гг. лауреатами Нобелевской премии стали трое учёных c гражданством России, из них двое получили Нобелевскую премию за открытия, сделанные во времена СССР. В настоящее время в России не проживает ни один лауреат Нобелевской премии.
За 1992—2018 гг. лауреатами Филдсовской премии стали 6 учёных с гражданством России.
В период 1995—2005 годов российские учёные опубликовали 286 тыс. научных статей, которые в мире были процитированы 971,5 тыс. раз (по анализу публикаций в 11 тыс. научных журналов в мире). По итогам 2005 года Россия занимала 8-е место в мире по количеству опубликованных научных работ и 18-е место — по частоте их цитирования. При этом в период 1999—2003 годах на долю российских учёных приходилось 3 % от глобального числа публикаций в научных изданиях. Однако, по оценке Королевского общества (Великобритания), опубликованной 28 марта 2011 года, доля российских учёных в период 2003—2008 стала менее 2 %, тем самым оказавшись вне первой десятки государств (ранее занимаемое Россией 10-е место в этот раз заняла Индия).
В России работают тысячи учёных с большим объёмом международного цитирования (десятки и сотни ссылок на их работы). Среди них преобладают физики, биологи и химики, однако практически полностью отсутствуют экономисты и представители общественных наук.
С 2000 по 2007 год число патентных заявок на изобретения в России увеличилось на 47 % (с 26,7 тыс. до 39,4 тыс.) — второй по величине прирост среди стран «Большой восьмёрки».
В 2008 году объём научных исследований и разработок в России составил 603 млрд рублей, в 2009 году — 730 млрд рублей.
В 2009 году в России насчитывалось около 3,5 тыс. организаций, занимающихся научными исследованиями и разработками. Около 70 % этих организаций принадлежат государству.
В 2010 году российские учёные из Объединённого института ядерных исследований (ОИЯИ) в подмосковной Дубне впервые в истории успешно синтезировали 117-й элемент таблицы Менделеева, 114-й элемент был впервые синтезирован в Дубне ещё в декабре 1998 года, однако независимое подтверждение было получено только в сентябре 2009 года.
Доля России в общем количестве подаваемых заявок на выдачу патентов составляет, по данным Всемирной организации интеллектуальной собственности (ВОИС), около 2,0 % от общего числа подаваемых в мире заявок (в 2011 г. в мире подано 2 140 600 заявок, в России — 41 414 заявок; 8 место в мире). При этом в России проживает 12 % учёных всего мира.
С 2013 года наблюдается резкое увеличение количества публикаций российских учёных в журналах, включенных в базу данных Web of Science.
В 2014 году был закрыт журнал «Наука в России».
С 11 апреля 2014 года Брукхейвенской национальной лаборатории США было запрещено Министерством энергетики США сотрудничать с российскими физиками, но потом запрет был снят.
По итогам 2014 года наиболее близкими по научной производительности России (количеству статей в научных журналах и их цитируемости) странами являются Бразилия, Иран, Польша и Турция. Внутри своего региона эти страны являются научными лидерами, но «научной державой» их назвать нельзя.
По данным социологического опроса, проведенного ВЦИОМ в январе 2018 г., 37 % опрошенных россиян считали, что наука в России немного отстает по темпам развития от мировой, а 15 % считали, что отстает значительно.
По доле учёных среди всех занятых в экономике Россия находится на 34-м месте в мире, по затратам на одного учёного — на 47-м месте в мире (93 тыс. долл.). В 2019 г. Россия по числу статей в Web of Science занимала 14-е место, в Scopus — 12-е место.
За десять лет, с 2010 по 2019, доля России на мировом рынке изобретений рухнула почти в два раза — с 1,6 % до 0,9 %.
Влияние российской науки в значимых областях: по состоянию на середину 2020 года «передним краем науки» считаются 10 393 глобальных исследовательских фронтов (кластер исследований с совместным цитированием), из них Россия представлена в 502, то есть 4,83 %; по этому показателю страна занимает 26-е место, между Финляндией и Португалией (у лидеров, США и Китая, 66,58 % и 51 % соответственно).
2021 год президентом Российской Федерации В. Путиным был объявлен Годом науки и технологий. 

#### Государственная политика
С 1995 по 2016 гг. доля государственных расходов на науку в России в ВВП возросла с 0,85 до 1,1 % (на 0,25 %) и составила в 2016 г. в расчете по паритету покупательной способности 37,3 млрд долл. США. В постоянных ценах расходы на науку с 1995 по 2016 гг. возросли в 2,6 раза. 
По удельному весу затрат на науку в ВВП в 2016 г. Россия находится на 35-м месте в мире и, как и в 1995 году, занимает десятое место в рейтинге ведущих стран мира по величине, государственных расходов на науку. 

В 2018 году все государственные расходы на науку составляют 1,1 % валового внутреннего продукта, из них на фундаментальные исследования идет лишь 0,2 % ВВП, что в два раза меньше, чем в Китае (к 2024 году, согласно нацпроекту «Наука», долю расходов на науку планируется довести до 1,6—1,7 % ВВП (так, 6 ведущих мировых научных держав расходуют на науку более 3 % ВВП). 

С 2010 по 2019 год расходы на науку сократились — с 1,13 % ВВП до 1,03 %.
Обвинения учёных РФ в шпионаже и разглашении государственной тайны стали одной из основ судебных разбирательств и наказаний в 1990-е — 2000-е годы.
В первом десятилетии XXI века происходит постоянный рост расходов федерального бюджета России на гражданскую науку. Если в 2000 году они составляли 17,4 млрд рублей (0,24 % ВВП России), то в 2005 году — 76,9 млрд рублей (0,36 % ВВП), в 2011 году — 319 млрд рублей (0,58 % ВВП). Из общего объёма расходов федерального бюджета на гражданскую науку 71 % приходится на прикладные научные исследования, 29 % — на фундаментальные исследования (данные за 2011 год).
Численность научных сотрудников в России за период 2005—2016 годов сократилась на 8 %.
Правительство утвердило федеральные целевые программы: «Интеграция науки и высшего образования России на 2002—2006 годы», «Исследования и разработки по приоритетным направлениям развития научно-технического комплекса России на 2007—2012 годы», «Национально-технологическая база на 2007—2011 годы». Приняты «Основы политики РФ в области развития науки и технологий на период до 2010 года и дальнейшую перспективу», разрабатывается национальный проект «Наука» на 2019—2024 гг.
В марте 2006 года правительство РФ одобрило программу создания 7 технопарков — в Московской, Тюменской, Нижегородской, Калужской, Новосибирской областях, а также в Татарстане и Санкт-Петербурге.
Указ 2005 года
В 2006 году впервые в бюджете было выделено 3 млрд рублей на повышение зарплат сотрудникам учреждений и преподавателям вузов с научными степенями. Кроме того, в 2005 году президент РФ Владимир Путин подписал указ об учреждении 500 ежегодных грантов президента РФ для государственной поддержки молодых российских учёных-кандидатов наук и их научных руководителей. В соответствии с указом, ежегодно молодым учёным предоставляются гранты в размере 600 тыс. рублей. В том же году учреждены 100 ежегодных президентских грантов для господдержки научных исследований молодых (до 40 лет) учёных-докторов наук.
8 апреля 2010 председатель правительства России В. В. Путин сообщил, что до 2012 года государство выделит не менее 38 млрд рублей на поддержку научных исследований в вузах.
Правительство РФ поручило Минфину в течение трёх лет выделить 12 млрд руб. на привлечение в российские вузы ведущих учёных. В соответствии с постановлением, из бюджета на эти цели в 2010 году выделилось 3 млрд руб., в 2011 — 5 млрд руб. и в 2012 — 4 млрд руб. Средства выделяются в виде грантов правительства, которые будут на конкурсной основе предоставляться под научные исследования, проводимые в отечественных вузах под руководством ведущих учёных.
Указ 2011 года
7 июля 2011 года Указом Президента РФ № 899 «в целях модернизации и технологического развития российской экономики и повышения её конкурентоспособности» определены приоритетные направления развития науки, технологий и техники в Российской Федерации:
- Безопасность и противодействие терроризму.
- Индустрия наносистем.
- Информационно-телекоммуникационные системы.
- Науки о жизни.
- Перспективные виды вооружения, военной и специальной техники.
- Рациональное природопользование.
- Транспортные и космические системы.
- Энергоэффективность, энергосбережение, ядерная энергетика[29].

Тем же указом определён и Перечень критических технологий Российской Федерации.
В 2013—2018 годах наукой управляло Федеральное агентство научных организаций (ФАНО России).
Указ 2016 года
1 декабря 2016 года Указом Президента РФ № 642. «О Стратегии научно-технологического развития Российской Федерации» были выдвинуты 7 основных приоритетов научно-технологического развития РФ.
В феврале 2023 года президент России Владимир Путин заявил о необходимости обновления Стратегии научно-технологического развития РФ с учетом текущих реалий, для максимальной концентрации ресурсов страны, от кадровых до инфраструктурных, на  «четко очерченном наборе приоритетов». Он заявил, что часто сверхусилия сосредотачиваются на контроле текущей дельности для реализации «так называемых мероприятий»[уточнить] и формального отчёта за выделенные средства вместо достижения конечных практических результатов, которых ждут страна, экономика, граждане. Среди них: передовое оборудование, сервисы, технические решения, способные реализовать производство критически значимой продукции в стране:  «На достижение именно таких результатов необходимо четко ориентировать всю нашу государственную политику в научно-технической сфере».
Национальный проект
В конце 2018 года был принят Национальный проект «Наука» на 2019—2024 годы, с целью поддержки приоритетных направлений научно-технологического развития по Указу 2016 года.
В сентябре 2023 года Владимир Путин поручил поднять максимальный уровень грантов правительства, предназначенных для государственной поддержки научных исследований, которые ведутся под руководством ведущих учёных в отечественных вузах и государственных научных центрах. Размер поддержки для российских специалистов должен достичь 500 млн рублей, иностранных — 250 млн. Также было выдано поручение правительству создать условия для привлечения специалистов и ученых в области квантовых технологий: упростить визовый режим, получение ВНЖ и гражданства страны, и др.
Стратегии научно-технологического развития Российской Федерации
В феврале 2024 года президент России Владимир Путин подписал документ об утверждении новой Стратегии научно-технологического развития Российской Федерации. Помимо прочего, указ обозначает, что общее руководство в области политики по научно-технологическому развитию осуществляет глава государства, а помощь ему осуществляет совет по науке и образованию. Основными приоритетами в данной сфере являются переход к экологически чистой энергетике, повышение уровня связанности территорий страны, развитие высокотехнологичной медицины и др. В документе указано, что ключевыми факторами конкурентоспособности экономики государства и национальных стратегий безопасности являются создание наукоёмких технологий и высокий темп развития науки.

## Основные достижения
Химия
Периодический закон — фундаментальный закон природы — был открыт Менделеевым в 1869 году в процессе написания учебника по химии. Особым следствием закона, которое получило мировое признание, стала новая классификация химических элементов, предсказавшая обнаружение новых элементов и позволившая заранее определить их количественные и качественные характеристики. По версии общественно-научной организации The Minerals, Metals & Materials Society появление таблицы Менделеева стало величайшим событием в истории материаловедения.
Физика
- Мазер
- Исследование Венеры

и др.

## Оценки, полемика, образ будущего
В 2019 г. по удельному весу затрат на науку в ВВП (1,1 %) Россия находится на 34-м месте, по индикатору внутренних затрат на исследования и разработки в расчете на одного исследователя — на 47 месте, по количеству патентных заявок Россия отстает от США — почти в 16 раз, от Китая — в 38 раз.
Нехватка финансирования приводит к отставанию по уровню заработной платы в научной сфере, что дополнительно провоцирует «утечку мозгов» (с 2012 года отъезд учёных ускорился в пять раз — с 14 тысяч в год до 70 тысяч, с 2018 по 2023 было утеряно около 50 тысяч научных сотрудников). Кроме того, темпы создания и обновления научной инфраструктуры недостаточны, а это прямым образом влияет на создание конкурентоспособных условий жизни и труда научных работников. Она же является главной проблемой в реализации российского национального проекта «Наука» и госпрограммы «Научно-технологическое развитие Российской Федерации»
Михаил Гельфанд отмечает основные недостатки управления наукой в России: клерикализация образования, крайний бюрократизм, денег на увеличение зарплат учёным выделено не было, эмиграцию учёных из России, отрицает возможность нормального развития науки в сегодняшней России, подчёркивая необходимость политических реформ для ухода от полицейского коррумпированного государства, жить в котором учёным крайне неуютно.
Валерий Козлов отмечает главную проблему российской науки — невостребованность результатов фундаментальных научных исследований российским бизнесом, занимающимся реальным производством.
Вячеслав Никонов отмечает, что намеченный на 2018 год уровень финансирования науки в 1,77 % не достигнут, сейчас он составляет 1,11 % от ВВП.
На 2019 год деятельность архива РАН фактически приостановлена и он находится на грани закрытия и ликвидации.
В июле 2019 года министерство высшего образования и науки России разослало в научные организации рекомендации по контактам с иностранными и международными организациями и приёму иностранных граждан, вызвавшие острую критику учёных.

### Научный уровень диссертаций социогуманитарного профиля
Изучая проблему качества научных публикаций аспирантов, Михаил Стриханов и соавторы указывают на необходимость повышения уровня образования в аспирантурах как на один из решающих факторов, которые определят судьбу дальнейшего развития России. Важным критерием качества выносимой на защиту научной работы является, по их мнению, оценка числа научных публикаций диссертанта в престижных реферируемых научных журналах. Анализ кандидатских диссертаций 2003 года, проведённый авторами на примере СГУ, показал «весьма малое» число публикаций в журналах ВАК у защитившихся представителей гуманитарных дисциплин (1,1 в среднем у педагогов и 0,61 у социологов против 5,82 у физиков), что, по словам исследователей, «не может не вызывать опасений».
Аналогичный анализ 372 авторефератов кандидатских диссертаций ННГУ за 2003—2005 годы выявил среднее значение числа публикаций уровня ВАК на каждого диссертанта-гуманитария, равное 0,5. Борис Бедный и Алексей Миронос объясняют низкое значение этого показателя искусственной идеологической зажатостью общественных и гуманитарных наук в период, предшествовавший реформам 1990-х годов и недостаточным количеством научных журналов социогуманитарных тематик. В то же время, по словам академика Валерия Тишкова, «половина списка ВАК — это пролоббированные журналы, которые берут деньги за публикации».
По мнению доктора философских наук, профессора Льва Москвичёва, распространённое пренебрежение к программам кандидатского минимума отрицательно сказывается на научном уровне самих диссертаций. В 2001 году в журнале «Социологические исследования» учёный опубликовал результаты опроса 89 членов экспертных советов ВАК России, согласно которому 47 % экспертов отмечают снижение требований к диссертациям на соискание кандидатской степени в области гуманитарных и общественных наук. Москвичёв считает, что институт диссертаций испытывает репутационные проблемы в связи с «обилием посредственных работ» и коммерциализацией системы подготовки и аттестации научных кадров, когда диссертация и её защита рассматриваются в качестве рыночных товаров, а присуждаемая учёная степень становится не более чем атрибутом «имиджа».
По оценке социолога Сергея Белановского, проведшего в 2005 году исследование состояния Российской академии наук по заказу Центра стратегических разработок, гуманитарный сектор академической науки характеризуется высокой долей «кадрового балласта» (более 90 %), а также отсутствием протестов против низкого качества защищаемых диссертаций.
В 2013 году ситуация с низким научным уровнем социогуманитарных диссертаций и плагиатом была освещена в СМИ, а также получила негативные оценки со стороны российского правительства и ряда представителей научного сообщества.

### Эффективность финансирования
Ректор Академии труда и социальных отношений Евгений Кожокин подверг критике вливание денег в инновации без наличия какой-либо объединяющей национальной идеи: «Когда говорят, что наука движется за счёт больших денег, это заблуждение. Деньги нужны, но великие открытия делают прежде всего те, кто не думает о деньгах. О деньгах должны думать другие, кто призван обеспечить учёному условия».

### Международные рейтинги
В 2024 году Россия заняла 59-е место в рейтинге Глобального инновационного индекса. Если в 2021 году она превосходила Индию, то в 2022 году существенно отстала от неё. В России находится один из ста ведущих научно-технических кластеров мира — город Москва (31-е место в 2024 году).
Россия расположилась на 22-м месте в рейтинге Nature Index по итогам 2023 года.